# 青木の法則

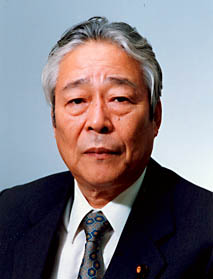
提唱した青木幹雄

青木の法則（あおきのほうそく）または青木方程式（あおきほうていしき）とは、元自由民主党参議院議員で内閣官房長官を務めた青木幹雄が提唱したとされる、内閣の安定度を示す経験則。2種類の「青木の法則」が存在する。

## 青木の第一法則
内閣支持率（パーセント）と与党第一党の政党支持率（パーセント）の和（この和を青木率またはアオキレシオという）が50ポイントを下回ると、政権が倒れる、または政権運営が厳しくなるとするもの。

## 青木の第二法則
国政選挙の際、与党第一党の現有議席に、直近の「青木率」をかけた数の近似値が獲得議席となるとするもの。